# 凱勒 (姓氏)
凱勒 或者 谢勒（Keller，Kehler）可以指：
- 海倫·凱勒 （英語：Helen Adams Keller，1880年6月27日－1968年6月1日）, 美國作家、殘疾人權利倡導者、政治活動家和講師。
- 查理·凱勒（英語：Charles Ernest Keller，1916年9月12日－1990年5月23日）, 美國職業棒球大聯盟的左外野手。
- 傑克·凱勒（英語：Jack Kehler，1946年5月22日－2022年5月7日）, 美國性格演員。
- 凱爾·凱勒（英語：Kyle Keller，1993年4月28日－）, 美國棒球運動員。
- 卡琳·凯勒-祖特尔（德語：Karin Keller-Sutter，1963年12月22日－）, 瑞士政治家。
- 约翰·凯勒（英語：John Frederick Keller，1928年11月10日－2000年10月6日）, 美國籃球運動員。
- 托雷·谢勒（瑞典語：Tore Keller，1905年1月4日－1988年7月15日）, 瑞典男子足球運動員。
- 克莱特·凯勒（英語：Klete Keller，1982年3月21日－）, 美國男子游泳運動員。
- 埃哈德·凯勒（德語：Erhard Keller，1944年12月24日－）, 德國男子速滑運動員。
- 梅甘·凯勒（英語：Megan Keller，1996年5月1日－）, 美國女子冰球運動員。
- 安德烈亚斯·凯勒（德語：Andreas Keller，1965年10月1日－）, 德國男子曲棍球運動員。
- 纳塔莎·凯勒（德語：Natascha Keller，1977年7月3日－）, 德國女子曲棍球運動員。
- 戈特弗里德·凯勒（德語：Gottfried Keller，1819年7月19日－1890年7月15日）, 瑞士詩人和小說家。
- 弗朗茨·凯勒（德語：Franz Keller，1945年1月19日－）, 德國男子北歐兩項，跳台滑雪運動員。
- 延斯·凯勒（德語：Jens Keller，德语发音：[ˈjɛns ˈkɛl.lɐ]，1970年11月24日－）, 德國退役足球運動員、足球教練。
- 卡斯滕·凯勒（德語：Carsten Keller，1939年9月8日－）, 德國男子曲棍球運動員。
- 弗洛里安·凯勒（德語：Florian Keller，1981年10月3日－）, 德國曲棍球運動員。
- 黛比·凯勒（英語：Debbie Keller，1975年3月24日－）, 美國女子足球運動員。
- 埃尔温·凯勒（德語：Erwin Keller，1905年4月8日－1971年）, 前德國男子曲棍球運動員。
- 克里斯蒂安·凯勒（德語：Christian Keller，1972年8月3日－）, 德國男子游泳運動員。

|  | 本页或本分段罗列了姓氏为「凱勒 (姓氏)」的人物。 如果是一个指代特定个人的内链将您引导到本页，請考慮修正該人物的名字以將链接指向正確的條目。 |